# Ciudadanos

Logo attuale di Ciudadanos

Ciudadanos (in italiano Cittadini; abbr. Cs), il cui nome completo in spagnolo è Ciudadanos - Partido de la Ciudadanía (Cittadini - Partito della Cittadinanza), è un partito politico spagnolo di orientamento liberale fondato nel 2005. Radicato inizialmente nella sola Catalogna, il partito si è poi esteso in tutta la Spagna, eleggendo propri rappresentanti non solo nel parlamento catalano ma anche nel Congresso dei deputati, nel parlamento andaluso e nel parlamento europeo; in sede europea aderisce all'ALDE.

## Storia
Il 7 giugno 2005 un gruppo di quindici esponenti della società civile catalana composta da intellettuali, accademici e professionisti di diversi settori fondò la piattaforma civica Ciutadans de Catalunya e nel giorno 21 dello stesso mese venne presentato nel Centro di Cultura contemporanea di Barcellona un manifesto in cui si chiedeva la creazione di una nuova forza politica in Catalogna, opponendosi all'imposizione del nazionalismo catalano che definivano "nazionalismo obbligatorio".
L'8 e il 9 luglio 2006 si tenne a Bellaterra il congresso fondativo del nuovo soggetto politico (al quale parteciparono 350 delegati) in cui furono scelti gli organi rappresentativi, l'ideologia e il nome del nuovo partito. Il nome scelto fu Ciudadanos - Partido de la Ciudadanía e come presidente venne eletto Albert Rivera, un avvocato ventiseienne di Barcellona.
Alle elezioni per il Parlamento della Catalogna del novembre 2006, il partito ottenne il 3% dei voti e 3 deputati; quattro anni più tardi, nel 2010, il partito ottenne un risultato simile con il 3,4% dei voti e 3 deputati eletti. Tuttavia nel 2012 il numero di voti risultò più che raddoppiato, con il 7,6% dei voti e 9 deputati (tutti tranne uno eletti nella Provincia di Barcellona).
Nel 2013 il partito cominciò ad organizzarsi nel resto della Spagna con il manifesto chiamato “La conjura de Goya”.
Alle elezioni europee del 2014 il partito ottenne il 3,16% dei voti su base nazionale, riuscendo ad eleggere 2 europarlamentari, i quali hanno aderito al gruppo dell'ALDE.
Alle elezioni per il Parlamento andaluso del 2015 Cs ottiene il 9,28 % dei voti eleggendo 9 deputati.
Alle elezioni generali del 2015 il partito ottiene il 13,93 %, riuscendo ad avere 40 seggi nel Congresso dei deputati. A quelle dell'aprile 2019 cresce, con il 15,86 % dei voti e 57 deputati, nove in meno rispetto al PP, crollando alle elezioni generali del novembre successivo dove ottiene solo il 6,72% dei voti e 10 seggi. A causa di questa débâcle il presidente Albert Rivera lascia la politica.
Alle elezioni generali del 2019 il partito ottiene il 6,79%.
Il 30 maggio 2023 il partito decide di non candidarsi alle elezioni generali del 23 luglio a causa della sconfitta elettorale alle elezioni comunali e regionali.

## Leader
- Albert Rivera (2006-2019)
- Inés Arrimadas (2020-2023)

## Risultati elettorali
| Elezione             | Voti      | %     | Seggi    |
| -------------------- | --------- | ----- | -------- |
| Generali 2008        | 46.313    | 0,18  | 0 / 350  |
| Europee 2009         | 22.903    | 0,14  | 0 / 54   |
| Generali 2011        | N.D.      | N.D.  | 0 / 350  |
| Europee 2014         | 497.146   | 3,16  | 2 / 54   |
| Generali 2015        | 3.514.528 | 13,94 | 40 / 350 |
| Generali 2016        | 3.141.570 | 13,06 | 32 / 350 |
| Generali 2019 (Apr.) | 4.155.665 | 15,86 | 57 / 350 |
| Europee 2019         | 2.731.825 | 12,18 | 7 / 54   |
| Generali 2019 (Nov.) | 1.637.540 | 6,79  | 10 / 350 |